# Matica (Kroatien)
Matica är ett vattendrag i Kroatien. Det ligger i den sydöstra delen av landet, 250 km söder om huvudstaden Zagreb.